# East Montpelier
East Montpelier és una població dels Estats Units a l'estat de Vermont. Segons el cens del 2000 tenia 2.578 habitants.

## Demografia
Segons el cens del 2000, East Montpelier tenia 2.578 habitants, 1.007 habitatges, i 730 famílies. La densitat de població era de 31,1 habitants per km².
Per edats la població es repartia de la següent manera: un 24,3% tenia menys de 18 anys, un 6,3% entre 18 i 24, un 26,3% entre 25 i 44, un 32,1% de 45 a 60 i un 11% 65 anys o més.
L'edat mediana era de 41 anys. Per cada 100 dones de 18 o més anys hi havia 96,7 homes.
La renda mediana per habitatge era de 46.469 $ i la renda mediana per família de 53.922 $. Els homes tenien una renda mediana de 36.023 $ mentre que les dones 26.216 $. La renda per capita de la població era de 22.425 $. Entorn del 2,3% de les famílies i el 3,6% de la població estaven per davall del llindar de pobresa.